# Paraneoplastisches Antigen Ma2
Das paraneoplastische Antigen Ma2 (PNMA2) ist ein Protein mit unbekannter Funktion. Eine Beteiligung am programmierten Zelltod (Apoptose) wird vermutet. Das Protein wird durch das gleichnamige PNMA2-Gen kodiert, das beim Menschen auf dem kurzen Arm von Chromosom 8 (8p21) lokalisiert ist. Das paraneoplastische Antigen Ma2 gehört zur PNMA-Familie.
Es wird natürlicherweise im Gehirn gebildet. Außerdem wird es von bestimmten Krebszellen gebildet, meist von Krebszellen bei Hodenkrebs.

## Medizinische Bedeutung
Bei einigen neurologischen Erkrankungen sind Antikörper sowohl im Nervenwasser (Liquor cerebrospinalis) als auch im Blutserum nachweisbar, die gegen das paraneoplastische Antigen Ma2 gerichtet sind. Bei den Erkrankungen handelt es sich um paraneoplastische Syndrome vor allem bei Hodenkrebs: die limbische Enzephalitis und die Hirnstammenzephalitis. Zeichen der beiden Erkrankungen können parallel auftreten und werden zusammengefasst als Anti-Ma2-assoziierte Enzephalitis.

## Weiterführende Literatur
- R. Voltz, S. H. Gultekin u. a.: A serologic marker of paraneoplastic limbic and brain-stem encephalitis in patients with testicular cancer. In: The New England Journal of Medicine. Band 340, Nummer 23, Juni 1999, S. 1788–1795, ISSN 0028-4793. doi:10.1056/NEJM199906103402303. PMID 10362822.
- M. Schüller, D. Jenne, R. Voltz: The human PNMA family: novel neuronal proteins implicated in paraneoplastic neurological disease. In: Journal of neuroimmunology. Band 169, Nummer 1–2, Dezember 2005, S. 172–176, ISSN 0165-5728. doi:10.1016/j.jneuroim.2005.08.019. PMID 16214224.
- T. Cui, M. Hurtig u. a.: Paraneoplastic antigen Ma2 autoantibodies as specific blood biomarkers for detection of early recurrence of small intestine neuroendocrine tumors. In: PloS one. Band 5, Nummer 12, 2010, S. e16010, ISSN 1932-6203. doi:10.1371/journal.pone.0016010. PMID 21209860. PMC 3012732 (freier Volltext).